# 松平義行
松平 義行（まつだいら よしゆき）は、江戸時代前期から中期にかけての大名。信濃国高井藩主、のち美濃国高須藩初代藩主。四谷松平家（高須松平家）の祖。

## 生涯
尾張藩主・徳川光友の次男（実は三男）として誕生。母は3代将軍徳川家光の長女・千代姫。
寛文6年（1666年）、従四位下・権少将・摂津守を授与される。延宝年間には、松平光長の後嗣候補、将軍徳川家綱の後継候補に挙がる。天和元年（1681年）、将軍家光の外孫ということで信濃に3万石の新知を認められ、元禄13年（1700年）に美濃高須に移封され、その初代藩主となる。子の多くは夭折したため、元禄14年（1701年）、甥徳川綱誠十五男の義孝を養嗣子に迎える。正徳5年（1715年）、60歳で死去した。なお、義孝との養子縁組後に誕生し、唯一生き残った四男・武雅は、後に6代将軍・徳川家宣の弟・松平清武の養嗣子となって越智松平家を継ぐこととなった。
藩主の入れ替えが頻繁に続く尾張徳川家の後見をしていたことでも知られる。

## 系譜
父母
- 徳川光友（父）
- 霊仙院 ー 千代姫、徳川家光の長女（母）

正室、継室
- 青陽院 ー 吉姫、毛利綱広の娘（正室）
- 嶺松院 ー 松姫、榊原政房の娘（継室）

側室
- 鈴木氏
- 上月氏

子女
- 松平源之助（長男） ー 夭折、生母は嶺松院（継室）
- 松平孫次郎（次男） ー 夭折
- 松平弁之助（三男） ー 夭折、生母は鈴木氏（側室）
- 松平武雅 初名・行高、松平清武の養子（四男）生母は上月氏（側室）
- 松平吉五郎（五男） ー 夭折
- 松平鐵五郎（六男） ー 夭折

養子
- 松平義孝 ー 徳川綱誠の十五男